# Fisher P-75 Eagle
El General Motors/Fisher P-75 Eagle fue un avión de caza diseñado por la Fisher Body Division de General Motors. El desarrollo comenzó en septiembre de 1942 en respuesta a un requerimiento de las Fuerzas Aéreas del Ejército de los Estados Unidos por un caza que poseyera un extremadamente alto régimen de ascenso, usando el motor refrigerado por líquido más potente existente entonces disponible, el Allison V-3420. El programa fue cancelado después de que sólo se hubieran construido un pequeño número de prototipos y aviones de producción, debido a que ya no era necesario para su misión original, no podía ser rápidamente desplegado, y no poseía ventajas significativas sobre los aviones ya en producción.

## Diseño y desarrollo

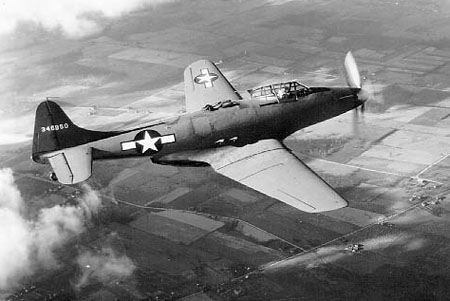
El primer XP-75 en vuelo.

En octubre de 1942, fue firmado el contrato por dos prototipos, designados XP-75, con la Fisher Body Division de GM. El concepto de diseño iba a usar los paneles exteriores alares del North American P-51 Mustang, el ensamblaje de cola del Douglas A-24 (SBD), y el tren de aterrizaje del Vought F4U Corsair con una disposición general muy parecida a la del Bell P-39 Airacobra, con el motor localizado en mitad de la aeronave y con la hélice propulsada a través de un eje de extensión. Sin embargo, en una etapa temprana del diseño, los paneles alares exteriores del P-51 fueron sustituidos por los del Curtiss P-40 Warhawk. 
A mitad de 1943, la necesidad de cazas de escolta de largo alcance se hizo más urgente que interceptores de rápido ascenso, por lo que se tomó la decisión de ordenar seis aviones XP-75 más, modificados para realizar tareas de largo alcance. En esa época, también se permitió una orden por 2500 aviones de producción, pero con la condición de que si el primer P-75A no era satisfactorio, la orden en su totalidad sería cancelada.
Al mismo tiempo, General Motors estaba ocupada en varios proyectos del esfuerzo de guerra, incluyendo la producción en masa de varios modelos de aviones, entre ellos el Grumman TBF Avenger. Algunas fuentes afirman que el P-75 fue el resultado de un plan para conseguir que General Motors no fuera forzado a construir el Boeing B-29 Superfortress; siendo el proyecto P-75 un proyecto de "alta prioridad" que ayudaría a GM a evitar la tensión adicional de la producción del Superfortress. En cuanto al nombre, "P-75 Eagle" era significativo ya que la designación se remonta al cañón French 75 de la Primera Guerra Mundial, considerado un símbolo de la derrota de los alemanes. Al "Eagle" se le dio una amplia cobertura en los medios antes de su primer vuelo, siendo anunciado como un "avión maravilla". Las designaciones XP-73 y XP-74 nunca fueron usadas.

## Historia operacional

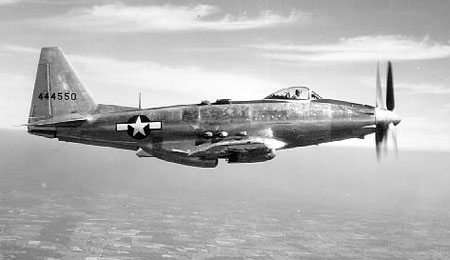
Fisher P-75A en vuelo.

Propulsado por un motor V-3420-19 de 24 cilindros de 2600 hp y con hélices contrarrotativas coaxiales, el XP-75 voló por primera vez el 17 de noviembre de 1943. El segundo XP-75 voló poco después, entrando todos los XP-75 de largo alcance en el programa de pruebas en la primavera de 1944. El programa de pruebas sacó a relucir numerosos problemas de inmadurez, incluyendo el error en el cálculo del centro de masas del caza, el fracaso del motor en producir la potencia esperada, la inadecuada refrigeración del motor, las altas fuerzas en los alerones a gran velocidad, y las pobres características en barrena. Se introdujeron rediseños en los XP-75 de largo alcance, incluyendo un montaje de cola modificado, una nueva cabina de "burbuja", y un motor V-3420-23 que corregía la mayoría de las deficiencias en la época en que los primeros P-75A comenzaron los vuelos de pruebas en septiembre de 1944.
Por esa época, las Fuerzas Aéreas de Ejército decidieron limitar el número de modelos de aviones de combate en producción, y no poner en producción a gran escala nuevos modelos que no estarían disponibles antes de que la guerra acabase. Como el bimotor Lockheed P-38 Lightning y el North American P-51 Mustang demostraron excelentes capacidades de largo alcance, la producción del P-75A Eagle se terminó sustancialmente el 6 de octubre de 1944. Se decidió usar los cinco aviones de producción completados en trabajos experimentales y en el desarrollo del motor V-3420. Como resultado de estos sucesos, el P-75A no completó las pruebas formales de rendimiento debido a la extinción del contrato de producción. Finalmente, solo se construyeron ocho XP-75 y cinco P-75A.

## Supervivientes

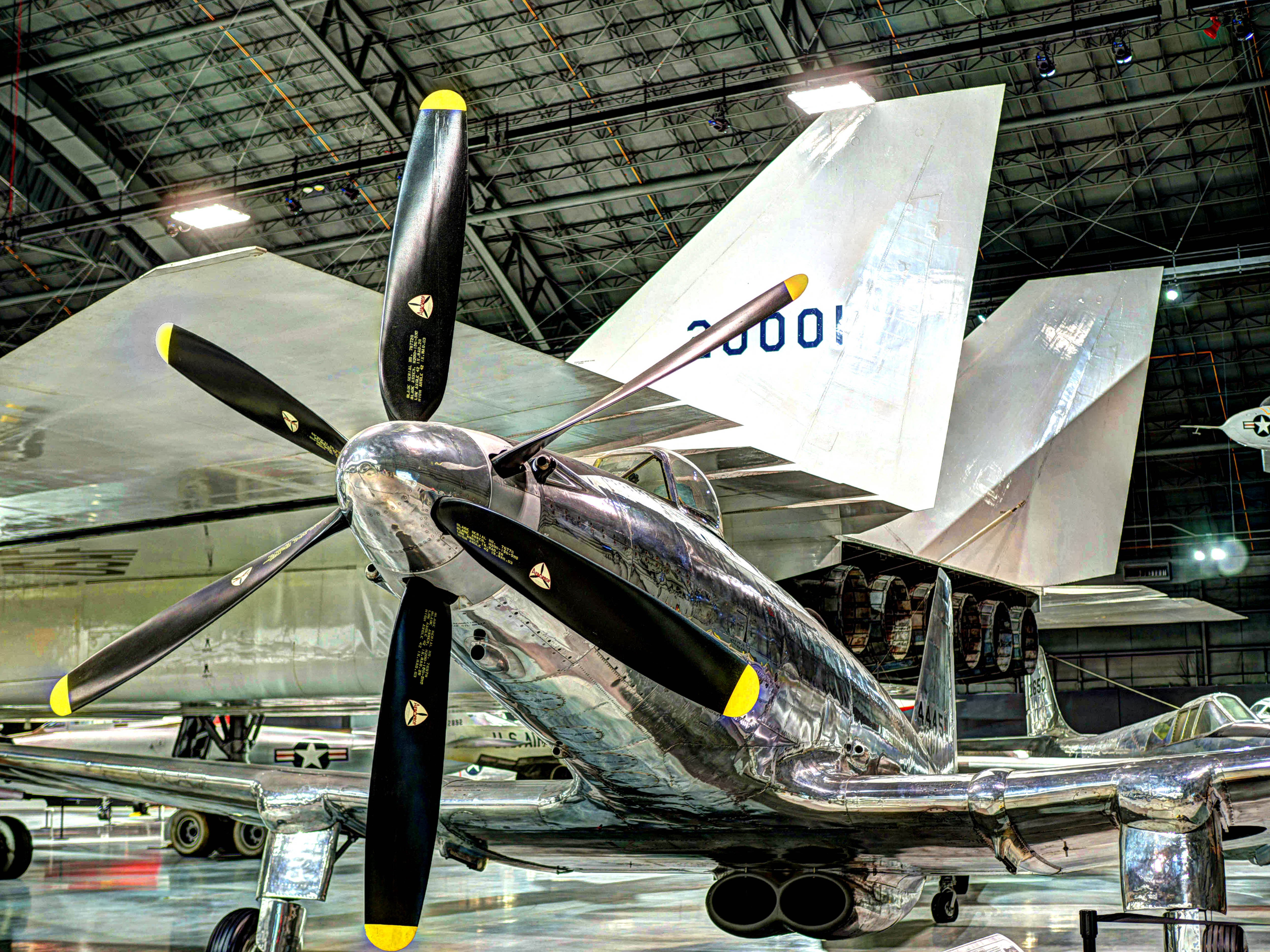
Fisher P-75 Eagle en exhibición en el Museo Nacional de la Fuerza Aérea de Estados Unidos, en el cuarto edificio que abrió en 2016.

- AAF Ser. No. 44-44553, Museo Nacional de la Fuerza Aérea de Estados Unidos en la Wright-Patterson AFB (Ohio), en Dayton (Ohio). Durante muchos años, este avión estuvo en exhibición en la Galería de Aviones Experimentales del museo. Se descubrió por el personal un extenso deterioro del fuselaje en 1999, que forzó al Museo a llevar a cabo una restauración completa de la aeronave. Los trabajos han sido completados y el avión volvió a la exposición en la Galería de Aviones Experimentales del museo.

## Variantes
XP-75
Prototipos de caza interceptor, ocho construidos.
P-75A
Versión de producción, cinco construidos.

## Operadores
Estados Unidos
- Fuerzas Aéreas del Ejército de los Estados Unidos

## Especificaciones (XP-75)
Referencia datos: Green and Green y Swanborough

### Características generales
- Tripulación: Uno (piloto)
- Longitud: 12,3 m (40,4 ft)
- Envergadura: 15 m (49,3 ft)
- Altura: 4,7 m (15,5 ft)
- Superficie alar: 32,2 m² (347 ft²)
- Peso vacío: 5214 kg (11 491,7 lb)
- Peso cargado: 8808 kg[6]
- Peso máximo al despegue: 8260 kg (18 205 lb)
- Planta motriz: 1× motor lineal de 24 cilindros en W y refrigerado por líquido Allison V-3420-23.
  - Potencia: 2150 kW (2964 HP; 2924 CV)

### Rendimiento
- Velocidad máxima operativa (Vno): 697 km/h (433 MPH; 376 kt) a 6100 m
- Alcance: 3300 km (1782 nmi; 2051 mi)
- Techo de vuelo: 11 100 m (36 417 ft)
- Régimen de ascenso: 21,3 m/s (4193 ft/min)
- Carga alar: 194,3 kg/m² (39,8 lb/ft²)
- Potencia/peso: 0,34 kW/kg (0,21 hp/lb)

### Armamento
- Ametralladoras: 

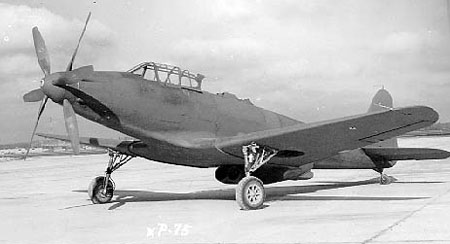
Vista 3/4 frontal del Fisher XP-75 (S/N 43-46950).

  - 6 de 12,7 mm montadas en las alas
  - 4 de 12,7 mm montadas en el fuselaje
- Bombas: 

  - 2 de 227 kg

## Aeronaves relacionadas

### Aeronaves similares
- Focke-Wulf Ta 152
- Consolidated Vultee XP-81

### Secuencias de designación
- Secuencia P-_ (Cazas (Pursuit) del USAAC/USAAF/USAF, 1924-1962): ← XP-71 - XP-72 - P-73 - P-75 - P-76 - XP-77 - P-78 →